# Thomasomys gracilis
Thomasomys gracilis é uma espécie de roedor da família Cricetidae.
Pode ser encontrada nos seguintes países: Equador e Peru.